# Mona Sahlin
Mona Ingeborg Sahlin, född Andersson den 9 mars 1957 i Sollefteå, är en svensk tidigare politiker (socialdemokrat), som var partiordförande för Socialdemokraterna mellan 2007 och 2011 samt Sveriges vice statsminister från 1994 till 1995. Hon invaldes som ledamot av Sveriges riksdag första gången 1982 och har haft flera statsrådsposter i Ingvar Carlssons och Göran Perssons regeringar. Mona Sahlin var mellan juli 2014 och maj 2016 Nationell samordnare för att värna demokratin mot våldsbejakande extremism.
Sahlin efterträdde 17 mars 2007 Göran Persson som partiledare för Socialdemokraterna och blev därmed partiets första kvinnliga partiledare. Hon avgick 25 mars 2011 som partiledare i samband med Socialdemokraternas extrakongress och efterträddes av Håkan Juholt.

## Uppväxt
Mona Sahlin är dotter till Hans Andersson (född 1931), tidigare politiskt sakkunnig hos Ingvar Carlsson och ordförande för Nacka arbetarekommun. Hennes mor Siv, född Rentrop (1931–2003), var föreståndare för Folkets hus i Stockholm. Under Mona Sahlins tidiga barndom arbetade hennes far vid olika ungdomsvårdsskolor och familjen flyttade därför vid flera tillfällen. I mitten av 1960-talet bosatte sig familjen i Järla i Nacka och bodde kvar där. Under sin uppväxttid hade Sahlin flera intressen, däribland fotboll och körsång; bland annat körade hon på Jan Malmsjös ”Hej clown”, men enbart på versionen som släpptes på skiva eftersom hon inte ”ansågs [...] vara söt nog att vara med på scenen i Melodifestivalen”. På gymnasiet studerade hon samhällsvetenskaplig linje i Saltsjöbadens Samskola och vid Södra Latin i Stockholm med utgångsår 1976.

## Karriär

### Tidigt politiskt engagemang
Sahlin blev redan som trettonåring medlem i FNL-gruppen i Nacka och i början av 1970-talet blev hon medlem i SSU. Hon var mellan 1974 och 1976 ordförande i SSU-klubben Nacka. Efter gymnasiet 1976 var Sahlin vice ordförande i Elevförbundet (nuvarande Sveriges Elevkårer) samt ordförande i SSU-kretsen Nacka-Värmdö mellan 1976 och 1977.
Sahlin arbetade 1976 som diskare i Svenska Dagbladets personalmatsal, var 1977 kontorist på Synskadades Riksförbund, redaktör på Brevskolan 1978 och mellan 1980 och 1982 sekreterare där. Sahlin var dessutom mellan 1980 och 1983 ordförande i SSU-distriktet Stockholms län. Hon invaldes 1983 i Riksidrottsstyrelsen, blev 1984 ledamot av folkstyrelsekommittéen, ledamot i Arbetslivscentrum 1985 och ordförande i Statens ungdomsråd samma år. Efter sin första föräldraledighet 1978 arbetade hon från 1980 på Statsanställdas förbund.

### Vägen till partiets toppskikt (1982–1992)
År 1982 valdes Sahlin in i riksdagen och blev med sina 25 år den då yngsta riksdagsledamoten. Mellan 1987 och 1989 ledde hon en offentlig utredning om arbetstidsfrågan. 1990 blev hon arbetsmarknadsminister i regeringen Carlsson och ledamot i socialdemokraternas verkställande utskott, där hon skulle komma att sitta ända tills hon avgick som partiledare 2011. I valrörelsen 1991 var hon tillsammans med Ingvar Carlsson socialdemokraternas affischnamn och deltog i den avslutande debatten i SVT. Efter att Socialdemokraterna blivit av med regeringsmakten efter valet 1991 blev Sahlin socialdemokraternas första kvinnliga partisekreterare 1992, och var under hösten samma år med och förhandlade fram partiets krisuppgörelse med den borgerliga regeringen. Under hennes tid som partisekreterare ändrades också designen på partisymbolen, rosen.

### Partiledarkandidatur, timeout och återkomst (1994–2006)
Då socialdemokraterna återtog regeringsmakten 1994 blev Mona Sahlin vice statsminister och jämställdhetsminister. Efter att Ingvar Carlsson hösten 1995 meddelat sin avsikt att avgå, var Sahlin den enda som kandiderade till posten som ny partiledare. I oktober 1995 rapporterade dock tidningen Expressen att Sahlin 1990–1991, då hon var arbetsmarknadsminister, vid flera tillfällen använt statens kontokort för utlägg av privat natur till ett värde av 53 174 kronor, bland de inköpta varorna fanns två Toblerone. Affären, som kom att benämnas Tobleroneaffären, resulterade dels i en förundersökning som lades ned då inget brott kunde påvisas, dels i att Sahlin avgick från regeringen och inte längre kandiderade till posten som partiledare. I april 1996 lämnade hon också sin riksdagsplats, men kvarstod som ledamot i partiets verkställande utskott. Sahlin var egenföretagare och tv-reporter 1996–1997. Hennes företag lades dock ned, efter att bolaget tvingats till likvidation. Denna skedde för att konkurs skulle undvikas, då Sahlin förbrukat en stor del av aktiekapitalet för att ta ut lön. Dessutom hade bolaget under sina två år negativa resultat till följd av höga lönekostnader för Sahlin. År 1997 utnämndes Sahlin till ordförande för Europarådet mot rasism. 1998 utnämndes hon till rektor för SSU:s förbundsskola Bommersvik.
I en intervju med Dagens Nyheter den 31 oktober 2011 sade Mona Sahlin så här om Tobleroneaffären: 
| ”                   | Flera inom partiet som jag räknade som mina vänner baktalade mig, ljög om mig och svek när jag som mest hade behövt deras stöd. I den stunden hade jag kunnat börja hata dem som hindrat mig från att få det finaste uppdrag en socialdemokrat kan inneha. Men jag valde en annan strategi. Varje gång jag mötte dem som gjort mig illa log jag – och ju sämre jag tyckte om personen, desto större leende. Jag tänkte att ingen skulle få se mig smyga längs väggarna som en bitter, förgrämd och hatisk kvinna. I stället ville jag gå stärkt ur den här svåra tiden. | „ |
| – Mona Sahlin, 2011 | |   |

När s-regeringen ombildades av statsminister Göran Persson efter valet 1998 blev Sahlin biträdande näringsminister i Näringsdepartementet med ansvar för arbetsrättsfrågor, småföretagande och regional näringspolitik. Hon var även ansvarig minister för Estoniafrågor. År 2000 blev hon även integrationsminister. Efter valet 2002 blev hon minister i Justitiedepartementet med ansvar för demokrati- och integrationsfrågor, samt från oktober 2003 även för jämställdhet. I november 2004 blev hon samhällsbyggnadsminister (ansvarig för bostads- och energifrågor) och chef för Miljö- och samhällsbyggnadsdepartementet. I samband med regeringsskiftet efter den socialdemokratiska valförlusten 2006 lämnade hon regeringen. Sahlin utsågs då till vice ordförande i riksdagens socialutskott.

### Partiledare (2007–2011)

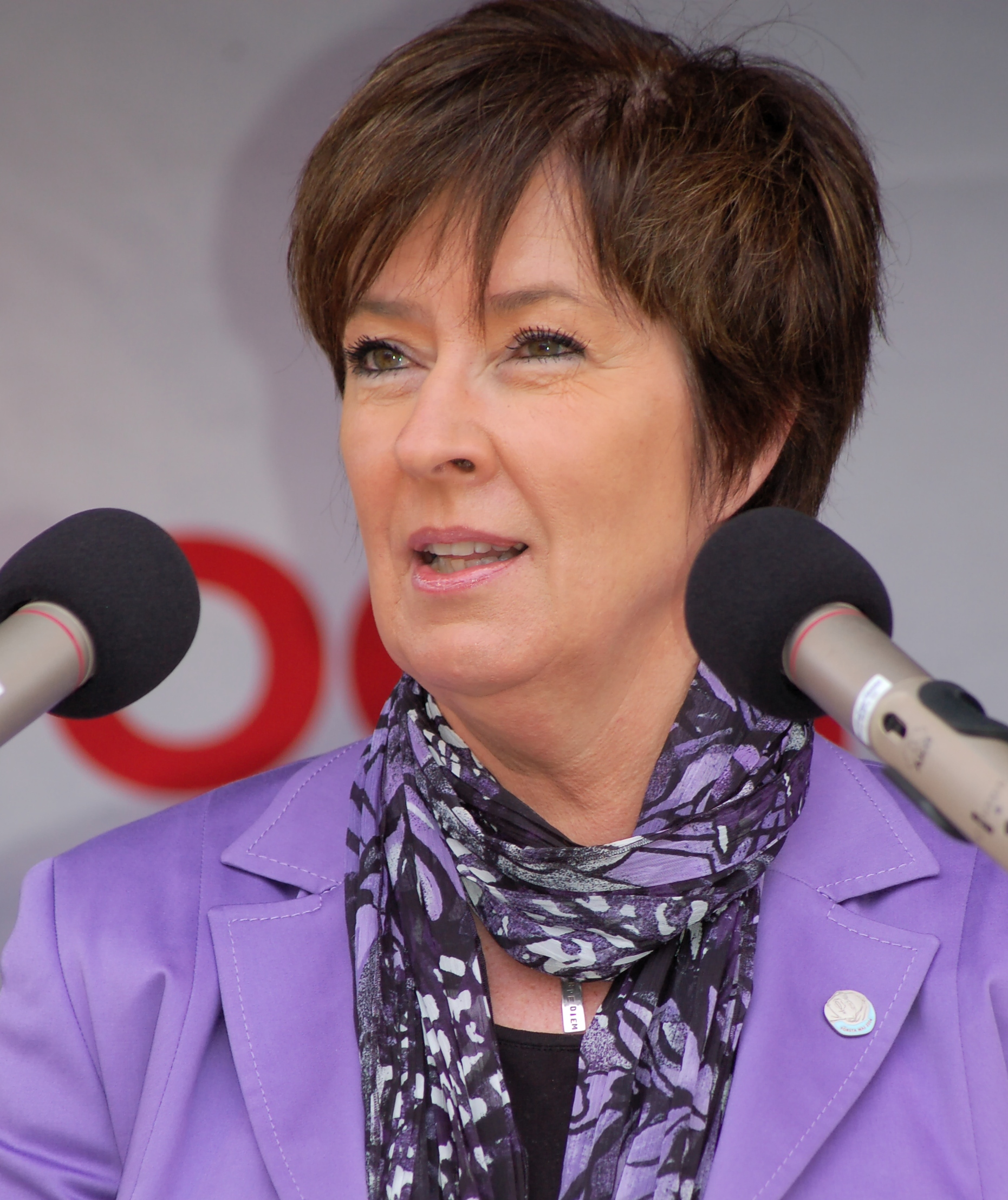
Mona Sahlin talar under valrörelsen 2010

Den 18 januari 2007 stod det klart att Mona Sahlin var valberedningens förslag till ny partiledare efter Göran Persson. Så snart det var bestämt att Göran Persson skulle avgå menade flera ledande socialdemokrater, bland annat det socialdemokratiska kvinnoförbundet och dess ordförande Nalin Pekgul att det var dags för en kvinnlig partiledare. Under nomineringsprocessen hade Margot Wallström, Carin Jämtin och Ulrica Messing offentligt uttalat att de inte var villiga att åtaga sig partiledarrollen, varefter det egentligen inte återstod någon utmanare om posten. Mona Sahlin var den första socialdemokratiska partiledare sedan Per Albin Hansson att sakna studiemeriter över gymnasienivå.
Stödet för Sahlin ökade successivt under nomineringsprocessen och hon hade stöd av bland annat SSU, S-kvinnor, S-studenter och Broderskapsrörelsen. Bland de distrikt som ställde sig bakom hennes kandidatur fanns Blekinge, Kalmar, Stockholms län, Stockholms arbetarekommun, Sörmland, Västerbotten, Västmanland, Örebro, Östergötland och Norrbottens län. LO-distriktet i Skåne sade nej då de ansåg att hon hade otillräckligt fackligt stöd, men efter den 5 februari 2007 valde partidistriktet i Skåne ändå att stödja henne som ny socialdemokratisk ordförande. Detsamma gällde Göteborgs partidistrikt som till en början nominerade flera kandidater, dock inte Mona Sahlin.
Flera tunga fackliga ordförande uttalade sitt stöd, bland andra LO-basen Wanja Lundby-Wedin och Stefan Löfven, ordförande för IF Metall. Under nomineringsprocessen gick Mona Sahlin med i fackförbundet Handelsanställdas förbund efter att ha stått utanför sedan 1995.
När en enig valberedning presenterade Mona Sahlin som kandidat till partiledare för Socialdemokraterna, uttryckte hon stolthet över att partiet för första gången tydligt tagit ställning för en kvinnlig partiledare.
Mona Sahlin blev vald till Socialdemokraternas första kvinnliga ordförande den 17 mars 2007 vid en extra partikongress.
I oktober 2008 presenterade Sahlin ett samarbete mellan Socialdemokraterna och Miljöpartiet inför riksdagsvalet 2010. Efter protester inom socialdemokratin utökades detta i december 2008 till ett rödgrönt trepartisamarbete där även Vänsterpartiet ingick.
I valet till Europaparlamentet den 7 juni 2009 erhöll Socialdemokraterna, under Sahlins ledning, 24,41 procent av rösterna (en knapp minskning från valet 2004 där partiet fick 24,56 procent). Valresultat var det lägsta för Socialdemokraterna i ett val sedan den allmänna rösträttens införande i Sverige 1921. I ett tal inför LO-anhängare den 12 maj 2009 hade Sahlin sagt: ”Står det inte ett plus framför våra siffror så är det ett djupt misslyckande”.
I riksdagsvalet 2010 fick Socialdemokraterna under Sahlins ledning 30,7 procent vilket var partiets sämsta riksdagsval sedan införandet av allmän rösträtt. Flera ledande socialdemokrater krävde Sahlins avgång men hon deklarerade inledningsvis via media att hon inte hade några tankar på att avgå. Efter valet tillsatte Sahlin en kriskommission för att analysera partiets politik och det dåliga valresultatet. I början av november 2010 meddelade hon att en extrakongress skulle hållas i början av 2011 för att staka ut partiets politiska linje efter valförlusten, och att hennes inställning var att alla i partiledningen skulle ställa sina platser till förfogande vid kongressen. Några dagar senare meddelade Sahlin att hon själv inte skulle ställa upp för omval vid denna extrakongress, utan att hon i samband med den skulle lämna både partiledarposten och sin riksdagsplats. På socialdemokraternas extrakongress den 25 mars 2011 efterträddes Mona Sahlin av Håkan Juholt på partiordförandeposten. Hon lämnade även riksdagen 1 april 2011.
Mona Sahlin har i intervjuer i efterhand uttryckt att hon ångrade att hon släppte in Vänsterpartiet i det rödgröna samarbetet. I en intervju med Expressen som publicerades den 30 maj 2011, drygt två månader efter hennes avgång, sa hon att med Vänsterpartiet i samarbetet blev det för mycket fokus på skattesatser. I samma intervju säger Mona Sahlin om det rödgröna samarbetet att ”Det blev tyvärr mer rött än vad jag hade velat”.
Mona Sahlin är, tillsammans med Claes Tholin och Håkan Juholt, en av få socialdemokratiska partiledare som avgått från uppdraget som partiledare utan att ha varit Sveriges statsminister. Hon är också den som varit partiledare under näst kortast tid, endast fyra år.
Sahlin har av författaren och S-kännaren Christer Isaksson beskrivits som tillhörande högerfalangen inom Socialdemokraterna.

### Tiden efter partiledarskapet (2011–)

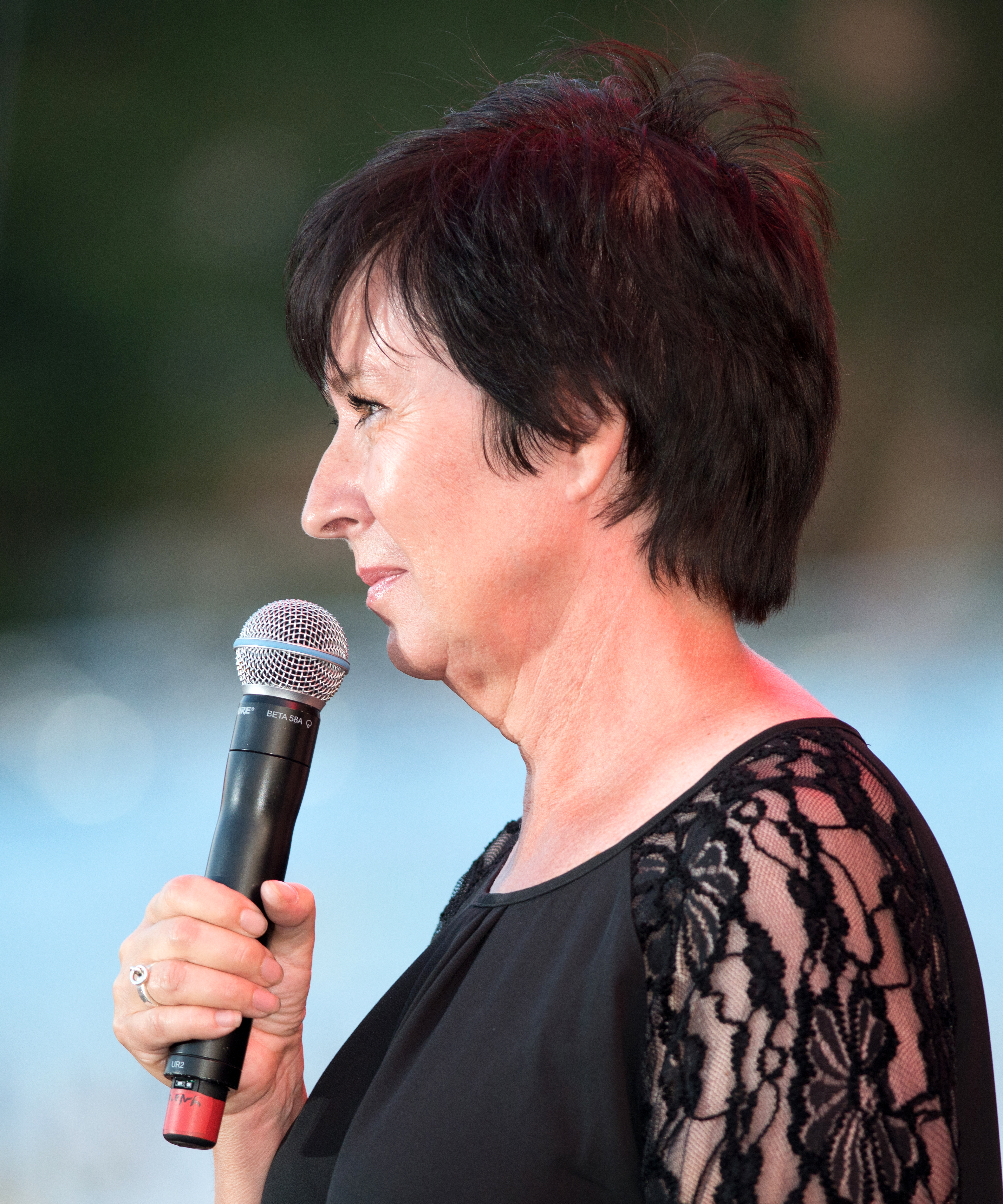
Mona Sahlin under Stockholm Pride 2014

Hon blev ledamot i stiftelsen Expos styrelse i mars 2011.
I januari 2012 nominerade regeringen henne som kandidat till posten som generaldirektör för Internationella arbetsorganisationen (ILO) i Genève, men denna tjänst tillsattes med en annan kandidat. År 2012 kandiderade hon utan framgång till posten som Socialistinternationalens generalsekreterare. Mona Sahlin var under några år fram till maj 2016 ledamot i Systembolagets styrelse.
Mona Sahlin förordnades av regeringen till Nationell samordnare mot våldsbejakande extremism i regeringskansliet i juli 2014, med uppgift att redovisa uppdraget senast den 15 juni 2016. Den 4 maj 2016 lämnade Sahlin uppdraget, efter det att det framkommit att hon hade utfärdat falska intyg åt sin livvakt. En förundersökning inleddes, och i februari 2017 erkände Sahlin brottet osant intygande. Hon accepterade senare ett strafföreläggande på 80 dagsböter för detta.
År 2020 berättade Sahlin att hon inte längre är medlem i Socialdemokraterna.

## Familj och privatliv
Sahlin är sedan 1982 gift med Bo Sahlin. De har tillsammans två barn som växt upp och hade ett som dog som ettåring, Sahlin har även en dotter från ett tidigare förhållande med David Peña. Sahlin har tre syskon, två systrar samt brodern, musikern Jan Andersson.

## Politiska uppdrag

### Statsråd
- Arbetsmarknadsminister (1990–1991) – Regeringen Carlsson
- Vice statsminister (1994–1995) – Regeringen Carlsson
- Arbetslivsminister (1998–2002) – Regeringen Persson
- Demokrati-, integrations-, jämställdhets- och idrottsminister (2000–2004) – Regeringen Persson
- Näringsminister (tillförordnad, 2002) – Regeringen Persson
- Samhällsbyggnads-, bostads- och energiminister (2004–2006) – Regeringen Persson

### Riksdagsuppdrag

#### Ordinarie ledamot
- Ledamot i Arbetsmarknadsutskottet 1988–1990
- Ordförande i Arbetsmarknadsutskottet 1991–1992
- Vice ordförande i Socialutskottet 2006–2007
- Ledamot i Utrikesnämnden 2007–2011

## Utmärkelser
- Hans Majestät Konungens medalj i guld av 12:e storleken i Serafimerordens band,  2012[52]
- Johnny Bode-priset,  2017[53]

[Redigera Wikidata]